# 秘書官
秘書官（ひしょかん、英語：secretary）は、高官などの秘書・機密に関する業務を掌る官吏の官職名・役職名の総称である。

## 日本

### 概要
日本では、行政・司法の各機関に法定された人数（おおむね1人ずつ）が置かれる。
内閣総理大臣秘書官5人のうちの1人（通常は筆頭格とされ政務を担当）と国務大臣秘書官は、その多くが当該閣僚の議員秘書・関係者などから政治的任用により登用される。一方、国務大臣でない長官や裁判官に付される秘書官は、当該官庁・裁判所の幹部職員などが内部異動の一環として就くことが常例となっている。
各省大臣秘書官および国務大臣秘書官は、国家行政組織法（各省大臣秘書官）または内閣法（各省大臣以外の国務大臣秘書官）に設置根拠があり、『大臣の命を受け、機密に関する事務を掌り、又は臨時命を受け各部局の事務を助ける』ことが職務とされる。定数は政令により、各省・各大臣に1人ずつである。また、業務を効率的に分担遂行するため、内部決裁（いわゆる内規）などで「大臣秘書官事務取扱」などの役職を設け、省内の幹部職員（普通は課長級）がこの職に就いて正規の秘書官とともに職務に当たるのが普通である。この場合、正規の秘書官は俗に政務担当秘書官と、秘書官事務取扱は俗に事務担当秘書官などと呼ばれる。ただし、報道などにおいては両者とも単に「秘書官」と呼ばれるケースも多い。
正規の秘書官は法定された役職であり、特に行政における秘書官のほとんどは国家公務員法上の特別職にあたるため、任官・免官などの人事異動辞令は原則として官報に掲載される。これに対し、秘書官事務取扱の場合は設置根拠が内規に過ぎず、また一般職であるため、掲載されないこともある。また、秘書官事務取扱の定員は各省ごとに異なり、一例として、財務大臣には2人、外務大臣には1人、内閣官房長官には各省庁から出向の形で5人の秘書官事務取扱が付く。

### 立法
立法機関の衆議院・参議院にも、議院事務局の中に行政・司法の秘書官に相当する役職として「議長の秘書事務を掌る参事」、「副議長の秘書事務を掌る参事」が各2人置かれており、これらは地位等において行政・司法の秘書官とほぼ同等である。
ただし、議院事務局法など法令上では「秘書官」とは言わず、通称は「議長秘書」「副議長秘書」という。その理由は、国会職員は行政、司法の公務員と違い、官職、役職を「官」とは称さないとされているためである。

### 行政

#### 中央政府
- 内閣総理大臣秘書官（定数5人：内閣官房組織令（昭和32年政令第219号）附則第5項により、当分の間8人とするとされている（内閣官房組織令等の一部を改正する政令（令和3年政令第196号）による改正）[2]。
  - 組織上は内閣官房に所属。
- 内閣官房長官秘書官
- 内閣官房副長官秘書官
- 国務大臣の秘書官
  - 各省大臣秘書官
    - 各省に1人ずつ。組織上は各省に所属。辞令上は「○○大臣秘書官に任命する」と記載される（○○は「総務」のように省名から「省」を省いたもの）。

  - 国務大臣秘書官
    - 各省大臣以外の各国務大臣（内閣府特命担当大臣など）に1人ずつ。組織上は内閣官房に所属する。辞令上は「国務大臣秘書官に任命する」、「○○国務大臣附を命ずる」と2行にわたって記載される（○○は原則として当該国務大臣の姓）。なお、内閣官房長官たる国務大臣付きの秘書官は「内閣官房長官秘書官」のように表記されることがあるが、これらは通称である。
- 内閣法制局長官秘書官（定数1人）
- 宮内庁長官秘書官（定数1人）
- 検事総長秘書官（定数1人）
- 会計検査院長秘書官（定数1人）
  - 検査官秘書官（定数2人、院長以外の各検査官に1人ずつ）
- 人事院総裁秘書官（定数1人）

### 司法
- 最高裁判所裁判官の秘書官
  - 最高裁判所長官秘書官（定数1人）
  - 最高裁判所判事秘書官（定数14人、各判事に1人ずつ）
- 高等裁判所長官秘書官（定数8人、各長官に1人ずつ）

## 英連邦諸国
イギリス、インドなどの英連邦諸国でも、秘書官（Private Secretary）の制度がある。英語原文をよく間違って「個人秘書」、「私設秘書」などと訳されるが、れっきとした公職である。